# Sheila Kitzinger
Sheila Helena Elizabeth Kitzinger MBE (* 29. März 1929 in Taunton, Somerset; † 12. April 2015 in Oxfordshire) war eine britische Sozialanthropologin, die sich auf Schwangerschaft, Geburt und Erziehung von Babys und Kleinkindern spezialisierte. Sie war eine Verfechterin der natürlichen Geburt und Autorin zahlreicher Bücher über Geburt und Schwangerschaft. Sie war Dozentin für Hebammenwesen, hatte aber keine Ausbildung zur Hebamme absolviert. Sie setzte sich dafür ein, dass Frauen die Informationen bekommen, um selbst über die Art und den Ort ihrer Geburt entscheiden zu können.
Sie hatte eine Honorarprofessur an der Thames Valley University inne und unterrichtete den Masterstudiengang in Hebammenwesen an der Wolfson School of Health Sciences. Sie leitete außerdem Workshops über die Sozialanthropologie der Geburt und über das Stillen. 
Sheila Kitzinger war fest davon überzeugt, dass jede Frau ohne Risikofaktoren die Möglichkeit haben sollte, die Vorteile einer Hausgeburt in Anspruch nehmen zu können. Sie war eine engagierte Autorin und ihre Bücher behandeln die Erfahrung von Frauen mit Schwangerenvorsorge, geplanten Geburten, Geburtseinleitung, PDA, Dammschnitt, die Versorgung im Krankenhaus unter der Geburt und die Erfahrung von Babys unter der Geburt und der daraus möglicherweise folgenden posttraumatischen Belastungsstörung in der Kindheit.
Sheila Kitzinger war mit dem Politikwissenschaftler Uwe Kitzinger verheiratet.

## Bibliografie (Auswahl)
- Schwangerschaft & Geburt: Das umfassende Handbuch für werdende Eltern
- Geburt: Der natürliche Weg
- Das Jahr nach der Geburt. Ein Überlebenshandbuch für Mütter
- Schwangerschaft und Geburt
- Natürliche Geburt
- Ich stille mein Baby
- Sexualität im Leben der Frau
- Frauen als Mütter. Geburt und Mutterschaft in verschiedenen Kulturen
- Ich stille mein Baby. Das umfassende Handbuch für die junge Mutter
- Sheila Kitzingers Geburtsbuch
- Wenn mein Baby weint
- Die natürliche Alternative